# Saint-Pierre-es-Champs

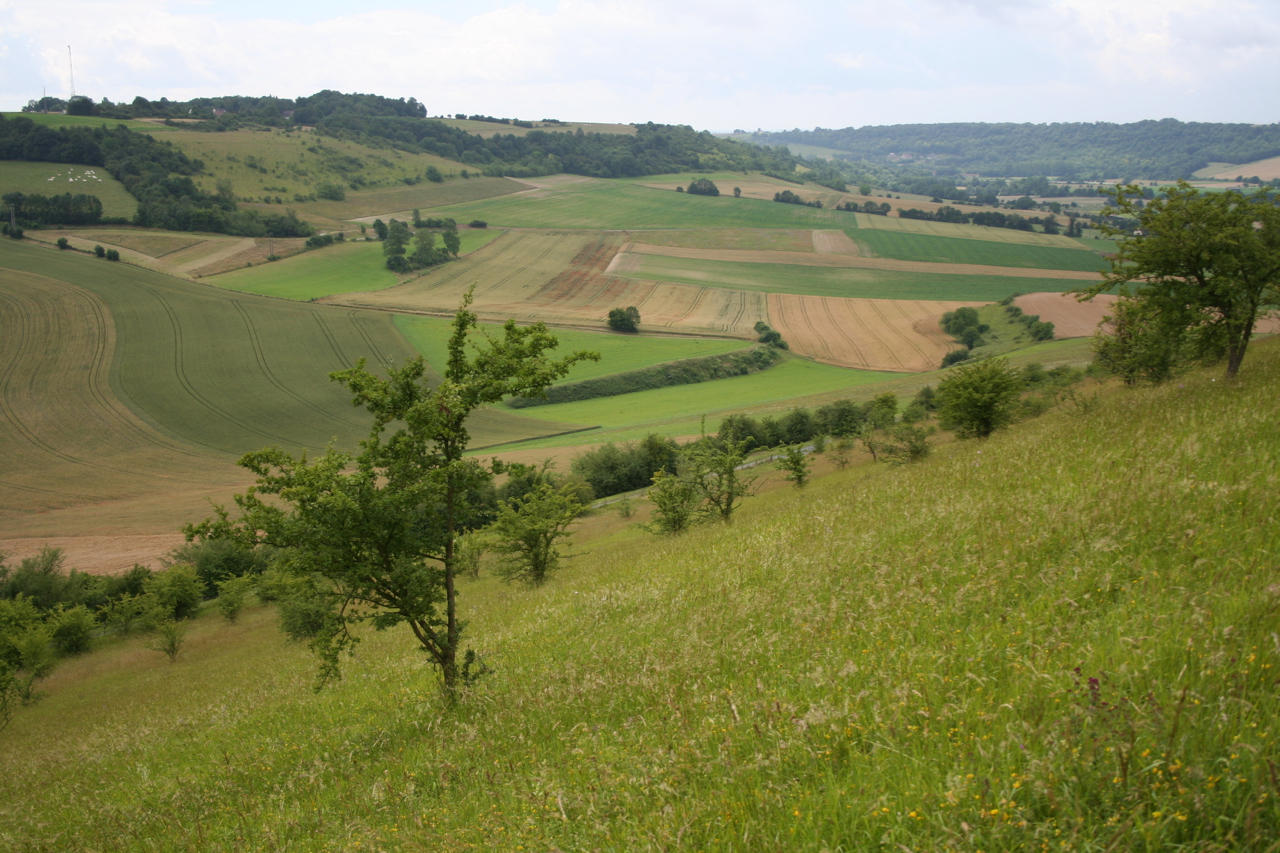
Saint-Pierre-es-Champs, Naturschutzgebiet (2007)

Saint-Pierre-es-Champs ist eine französische Gemeinde mit 679 Einwohnern (Stand 1. Januar 2022) im Département Oise in der Region Hauts-de-France. Die Gemeinde liegt im Arrondissement Beauvais und ist Teil der Communauté de communes du Pays de Bray und des Kantons Grandvilliers.

## Geographie
Die Gemeinde liegt rund fünf Kilometer südwestlich von Saint-Germer-de-Fly am östlichen Ufer der Epte, die hier die Grenze zum Département Seine-Maritime (im äußersten Süden zum Département Eure) und zur Region Normandie bildet. Auch die Bahnstrecke von Paris nach Dieppe folgt dem Lauf der Epte. Saint-Pierre-es-Champs umfasst die Weiler Grand Brétel, Petit Brétel, Le Mont de Fly, Montel, Les Frères Jean, Les Boulards und Les Binaux.
In der Gemeinde liegt das Naturschutzgebiet Réserve naturelle régionale des larris et tourbières de Saint-Pierre-es-Champs.

## Geschichte
Funde an der Höhe Côte Sainte-Hélène bezeugen die Anwesenheit des Menschen im Neolithikum.

## Einwohner
| 1962 | 1968 | 1975 | 1982 | 1990 | 1999 | 2006 | 2011 |
| ---- | ---- | ---- | ---- | ---- | ---- | ---- | ---- |
| 322  | 347  | 348  | 351  | 516  | 661  | 681  | 680  |

## Verwaltung
Bürgermeister (maire) ist seit 2014 Martine Borgoo.

## Sehenswürdigkeiten
- Kirche Saint-Pierre[1]